# Gudendorf
Gudendorf ist eine Gemeinde im Kreis Dithmarschen in Schleswig-Holstein.

## Geografie

### Geografische Lage
Das Gemeindegebiet von Gudendorf erstreckt sich am westlichen Rand des zur Hohen Geest zählenden Teilraums Heide-Itzehoer Geest.
Durch das Gemeindegebiet verläuft grob in Nord-Süd-Richtung die schleswig-holsteinische Landesstraße 138 von Meldorf nach Sankt Michaelisdonn.

### Gemeindegliederung
Gudendorf besteht aus der Dorflage gleichen Namens und der Höfesiedlung Gudendorferfeld in der gemeindezugehörigen Feldmark.

### Nachbargemeinden
Direkt angrenzende Gemeindegebiete von Gudendorf sind:
| Elpersbüttel | Windbergen                                  |          |
| Busenwurth   | Kompassrose, die auf Nachbargemeinden zeigt | Frestedt |
| Barlt        | Sankt Michaelisdonn                         |          |

## Geschichte
Am 1. April 1934 wurde die Kirchspielslandgemeinde Südermeldorf-Geest aufgelöst. Alle ihre Dorfschaften, Dorfgemeinden und Bauerschaften wurden zu selbständigen Gemeinden/Landgemeinden, so auch Gudendorf.

## Politik

### Gemeindevertretung
Bei der Kommunalwahl am 14. Mai 2023 wurden insgesamt neun Sitze vergeben. Diese fielen erneut alle an die Kommunale Wählervereinigung Gudendorf. Die Wahlbeteiligung betrug 68,4 %.

### Wappen
Blasonierung: „Von Rot und Silber durch eine abgerundete Schräglinksstufe geteilt. Oben ein sechszackiger goldener Stern, unten ein liegender grüner Birkenzweig mit zwei hängenden Fruchtständen und links drei Blättern.“

## Sehenswürdigkeiten
Im Rahmen der Dorferneuerung war es möglich, mehrere reetgedeckte Häuser zu erhalten. Westlich und südlich der Gemeinde liegt das waldreiche Naturschutzgebiet Barlter Kleve.